# Arabiska revolten
Denna artikel handlar om revolten som började 1916. Se även Arabiska våren.
Arabiska revolten (arabiska: الثورة العربية, al-Thawra al-Arabiyya, turkiska: Arap İsyanı), även kallad "revolten i öknen",  var ett uppror mot det osmanska riket under första världskriget.

## Bakgrund

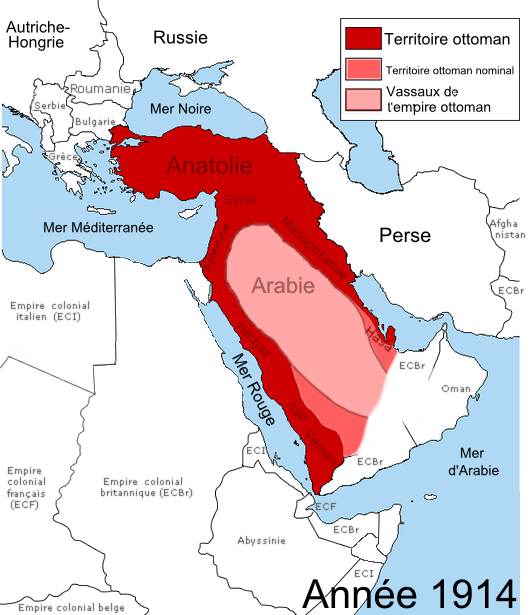
Osmanska riket och dess inflytelsesfär 1914

Före första världskriget omfattade Osmanska riket, förutom Anatolien och Östra Thrakien, en stor del arabisktalande områden, som Levanten, Mesopotamien och delar av Arabiska halvön. Riket var under press både från yttre fiender och interna splittringar, och under den ökande nationalismen hade nya stater bildats i tidigare osmanska områden. Även den turkiska nationalismen hade vuxit sig stark och lett till interna strider.
Den arabiska nationalismen började också växa, med krav på ökad autonomi inom riket, liksom bland annat rätt till skolgång på arabiska och att värnplikten under fredstid skulle få göras i närområdet. Den så kallade första arabkongressen hölls i Paris 1913, där en viktig fråga var utarbetandet av ett program för strävan att den arabiska befolkningen i Osmanska riket skulle få samma rättigheter som den turkiska, bland annat med representation på alla politiska nivåer och ett erkännande av arabiskan som officiellt språk i landet, och det höjdes röster för en mer decentraliserad stat med större autonomi för de arabiska delarna.
Under första världskriget allierade sig Osmanska riket med Tyskland.  Det osmanska riket hade byggts upp en arme på 75 000 soldater  i Syrien och Palestina. Osmanska styrkor rykte fram mot Egypten och nådde tillfälligt ända fram till den strategiskt mycket viktiga Suezkanalen i januari 1915. Den osmanska offensiven mot Egypten stoppades av brittiska-egyptiska, indiska och engelska soldater. Storbritannien och Frankrike såg fördelar i att stödja en arabisk revolt mot det  osmanska styret.

## Revolten
Den arabiska revolten bröt ut i juni 1916, ledd av emiren av Mecka, Hussein ibn Ali, och hans söner, men finansierades och styrdes i stor utsträckning av brittiska och även franska militära intressen.
År 1916 utropades kungariket Hijaz, på Arabiska halvöns västra del, med Hussein ibn Ali som regent.
Den arabiska revolten under Hussein ibn Alis tredje son Faisal blev med bistånd av hans brittiske rådgivare T.E. Lawrence ett stort avbräck för osmanerna och Tyskland i kriget mot det Brittiska Imperiet.  Omkring 70 000 man deltog någon gång striderna.  Bland de större framgångarna för den arabiska sidan märks ett omfattande sabotage mot järnvägen genom Hijaz och erövringen av strategiskt viktiga hamnstaden Aqaba vid Röda havet. Dit gick en järnväg från Damaskus. Via Aqaba och andra hamnar i Röda havet levererade det brittiska imperiet  stora mängder lättare vapen och ammunition till den arabiska revolten. Under januari 1917 - september 1918 avancerade den arabiska revoltens armé och irreguljära arabiska styrkor norrut under många strider med den osmanska armén. Den arabiska armén undvek stora fältslag, den osmanska armén hade tillgång till  artilleri med mycket längre maximal skottvid.  I stället använde den den arabiska armén sin förmåga att göra överraskande anfall på ett flertal platser med mindre styrkor ridande på kameler och hästar; efterhand förstärkta med kulsprutor, ett mindre antal pansarbilar och brittiskt spaningsflyg.
Den 1 oktober 1918 omringades Damaskus av det Brittiska imperiets trupper, den arabiska revoltens norra armé under Faisal samt irreguljära arabisk styrkor ledda av sheriffen av Mecca samt två andra arabiska klanledare. Inför denna övermakt kapitulerade de osmanska och tyska trupperna i Damaskus snabbt och avtågade norrut där cirka 20 000 av dem togs tillfånga. Brittiska imperiets trupper och de arabiska styrkorna genomförde ett gemensam segerparad in i Damaskus den 3 oktober. Det bildades snabbt en provisorisk arabisk regering. Faisal utropades 1920 till kung i det Arabiska kungadömet Syrien (även kallat Storsyrien). Det arabiska styret störtades i juli 1920 av en fransk armé som krossade kungadömets armé och gjorde Syrien till en fransk koloni.

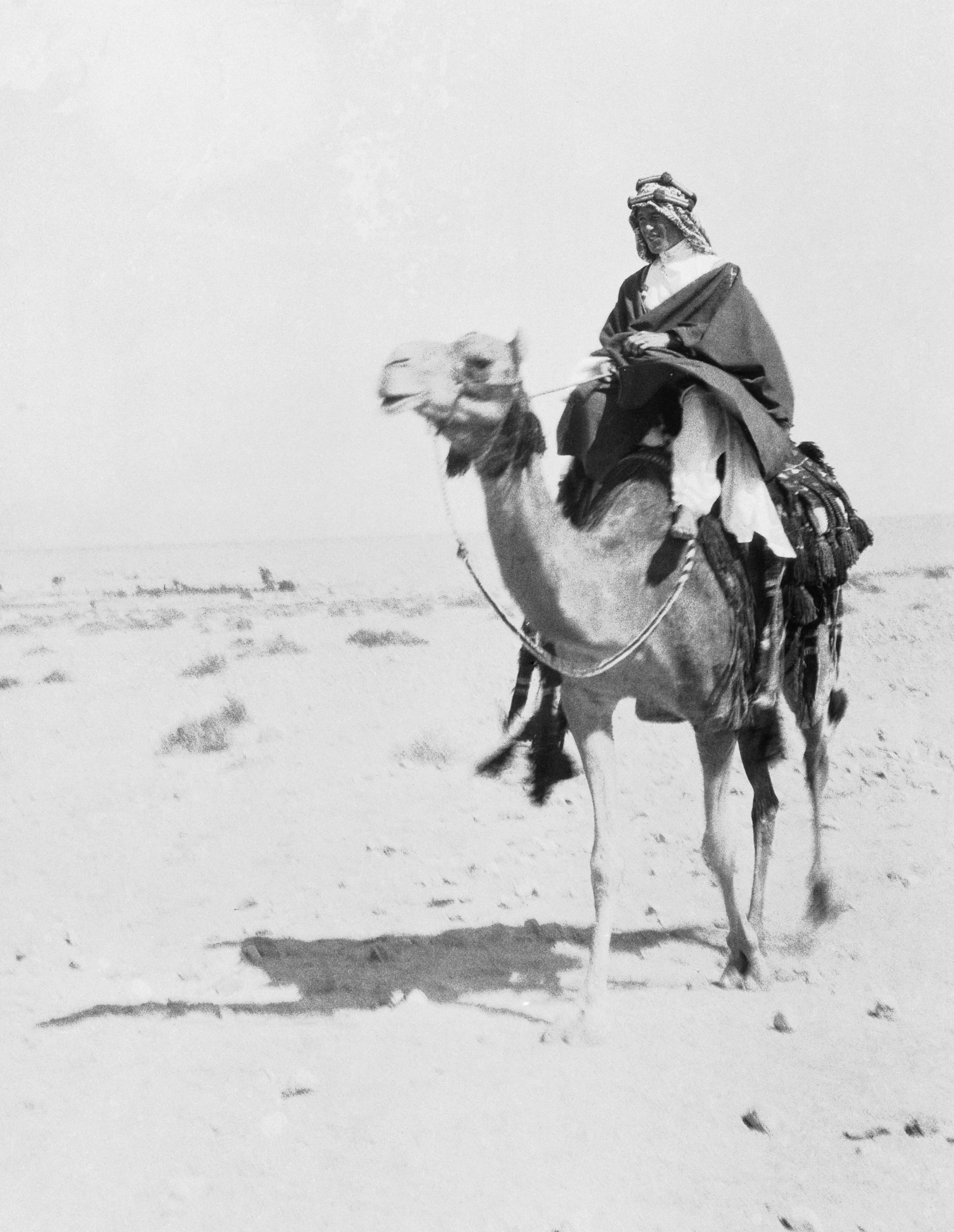
Lawrence av Arabien efter slaget vid Akaba.

## Svikna förhoppningar
Storbritanniens högste representant i regionen hade utlovat en självständig arabisk stat efter krigsslutet i en brevväxling med kungen av Hijaz. Detta löfte infriades dock inte. Kungariket Hijaz fick vara kvar, men i övrigt delades de södra delarna av Osmanska riket mellan Storbritannien och Frankrike enligt fredsavtalet i Sèvres 1920. Det byggde till  stor del på det av Storbritannien och Frankrike i hemlighet ingångna och av Ryssland godkända Sykes-Picot-avtalet från 1916.